# Ісверна (комуна)
Ісверна (рум. Isverna) — комуна у повіті Мехедінць в Румунії. До складу комуни входять такі села (дані про населення за 2002 рік):
- Ісверна (742 особи)
- Бусешть (248 осіб)
- Джурджань (83 особи)
- Дрегешть (233 особи)
- Наданова (212 осіб)
- Селіштя (545 осіб)
- Туртаба (219 осіб)
- Черна-Вирф (246 осіб)

Комуна розташована на відстані 280 км на захід від Бухареста, 38 км на північ від Дробета-Турну-Северина, 139 км на південний схід від Тімішоари, 118 км на північний захід від Крайови.

## Населення
За даними перепису населення 2002 року у комуні проживали 2528 осіб. Усі жителі комуни рідною мовою назвали румунську.
Національний склад населення комуни:
| Національність | Кількість осіб | Відсоток |
| -------------- | -------------- | -------- |
| румуни         | 2500           | 98,9%    |
| цигани         | 28             | 1,1%     |

Склад населення комуни за віросповіданням:
| Релігія       | Кількість осіб | Відсоток |
| ------------- | -------------- | -------- |
| православні   | 2496           | 98,7%    |
| баптисти      | 31             | 1,2%     |
| п'ятдесятники | 1              | < 0,1%   |